# Орн Арнарсон
Орн Арнарсон (31 серпня 1981) — ісландський плавець.
Учасник Олімпійських Ігор 2000, 2004, 2008 років.
Призер Чемпіонату світу з водних видів спорту 2001 року.
Чемпіон Європи з плавання на короткій воді 1998, 1999, 2000, 2002 років, призер 2003, 2006 років.